# 1545년

## 연호
- 명(明) 가정(嘉靖) 24년
- 일본(日本) 덴분(天文) 14년
- 후 레 왕조(後黎朝) 응우옌호아(元和) 13년
- 막 왕조(莫朝) 꽝호아(廣和) 5년

## 기년
- 류큐(琉球) 쇼세이왕(尚清王) 19년
- 명(明) 세종 가정제(世宗 嘉靖帝) 24년
- 조선(朝鮮) 인종(仁宗) 원년
- 후 레 왕조(後黎朝) 장종(莊宗) 13년
- 막 왕조(莫朝) 헌종(憲宗) 5년

## 사건
- 을사사화가 발생함.
- 볼리비아 포토시에서 은광산 발견됨으로 스페인이 본격적인 은 채굴이 시작되었다.
- 7월 21일 - 이탈리아 전쟁 프랑스군이 잉글랜드의 와이트 섬에 침공하였다.
- 10월 31일 - 일본 가와고에 성 전투 발생
- 11월 10일 - 니스 포위전: 합스부르크와 오스만 제국간에 휴전 조약이 체결, 카를 5세가 오스만의 니스 정복을 인정하였다.
- 12월 13일 - 트리엔트 공의회가 개최되다.

## 탄생
- 1월 23일 - 조선 중기의 왕족 하원군. (~1597년)
- 3월 21일 - 조선의 류격. (~?)
- 4월 8일 - 조선의 문신 유희경. (~1636년)
- 4월 28일 - 조선의 무관 이순신. (~1598년)
- 4월 2일 - 프랑스의 왕 펠리페 2세의 3번째 부인 발루아의 엘리자베트. (앙리 2세와 카트린 드 메디시스의 장녀) (~1568년)
- 6월 10일 - 조선의 화가 이경윤. (~?)
- 조선의 정사성.
- 조선의 문신 조호익. (~1609년)

### 미상
- 일본의 무장 롯카쿠 요시하루. (~1612년)

## 사망
- 8월 7일 - 조선의 제12대 국왕 인종. (1515년~)
- 8월 30일 - 조선의 무신 장경왕후의 오빠, 인종의 외숙부 대윤파 영수 윤임. (1487년~)